# Catch Ball
『Catch Ball』（キャッチボール）は、永井真理子5枚目のアルバム。

## 概要
シングル「ミラクル・ガール」「White Communication」「23才」収録。
作家陣に佐野元春、吉川忠英、当時同じレコード会社所属の陣内大蔵、藤井宏一が参加。初回盤ジャケットは特製プリントケース仕様。
9曲目「キャッチ・ボール」は、特に表記はないが、シングル・ヴァージョンより演奏時間が若干短くなっている。
「好奇心」は陣内大蔵がアルバム『BLOW WIND BLOW』に「好奇心〜Chance creator〜」、「ミラクル・ガール」は藤井宏一が「Miracle Girl」としてセルフカバー（どちらも若干歌詞が異なる）。

## 収録曲
| 全編曲: 根岸貴幸。 |                                    |                      |            |       |
| #                  | タイトル                           | 作詞                 | 作曲       | 時間  |
| 1.                 | 「23才」                           | 永井真理子・浅田有理 | 前田克樹   | 4:30  |
| 2.                 | 「あの頃、哀しさは1/6」            | 亜伊林               | 藤井宏一   | 4:26  |
| 3.                 | 「White Communication -新しい絆-」 | 佐野元春             | 佐野元春   | 4:17  |
| 4.                 | 「Way Out」                        | 亜伊林               | 前田克樹   | 4:30  |
| 5.                 | 「ありがとうを言わせて…」          | 永井真理子           | 吉川忠英   | 4:11  |
| 6.                 | 「好奇心」                         | 陣内大蔵             | 陣内大蔵   | 4:10  |
| 7.                 | 「ミラクル・ガール」               | 亜伊林               | 藤井宏一   | 3:43  |
| 8.                 | 「ガリレオによろしく」             | 浅田有理             | 馬場孝幸   | 4:01  |
| 9.                 | 「キャッチ・ボール（Album Edit）」 | 亜伊林               | 北野誠     | 3:51  |
| 10.                | 「今、君が涙を見せた」             | 永野椎菜             | 辛島美登里 | 5:07  |
| 11.                | 「レインボウ」                     | 永井真理子・浅田有理 | 藤井宏一   | 4:49  |
| 合計時間:          | 合計時間:                          | 合計時間:            | 合計時間:  | 47:35 |

### 解説
1. 23才
2. あの頃、哀しさは1/6
3. White Communication -新しい絆-
  - 作詞・作曲：佐野元春
  - NHK『花の万博』イメージ・ソング
4. Way Out
5. ありがとうを言わせて…
  - 「23才」のc/w曲
6. 好奇心
7. ミラクル・ガール
  - 読売テレビ系アニメーション『YAWARA!』初代オープニングテーマ
  - 明治乳業「明治ブルガリアヨーグルト」CMソング
8. ガリレオによろしく
9. キャッチ・ボール（Album Edit）
  - 「White Communication〜新しい絆〜」のc/w曲
10. 今、君が涙を見せた
11. レインボウ